# 竹溪寺
竹溪寺位於台灣臺南市南區，為臺灣府城七寺八廟之一，也是臺南四大古剎之一。該寺屬於禪門臨濟宗，於正殿供奉釋迦牟尼佛、藥師佛與阿彌陀佛三寶佛。其所在地鄰近竹溪，古名桶盤淺。廟中有號稱臺南三大名匾之一的「了然世界」匾。此外在日治時期的西來庵事件發生後，臺南西來庵雖然遭到拆毀，但原本在庵內供奉的五福王爺神像被寺僧帶到寺中供奉。

## 沿革

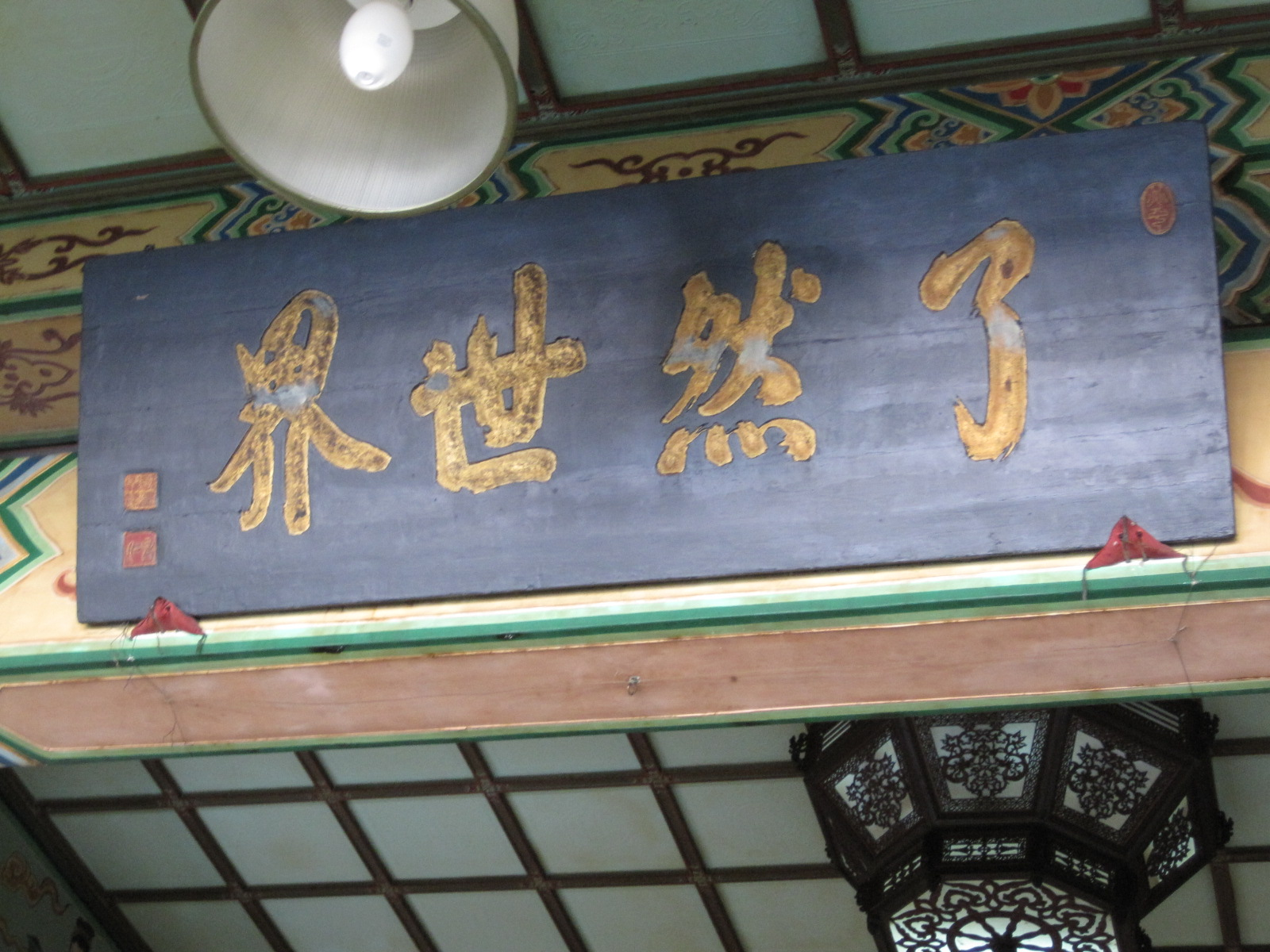
「了然世界」匾

竹溪寺的創建年代一說是明永曆十八、十九年（1664年、1665年）時所建，當時稱為「小西天寺」；或說是於康熙二十三年（1684年）由臺灣府知府蔣毓英所建，或云為康熙三十二年（1692年），而現在該寺是依從臺灣史學家盧嘉興以沈光文有詩提及該寺而認定其為明永曆十八、十九年間所建的推論而認為該寺為臺灣最早建立的佛寺。

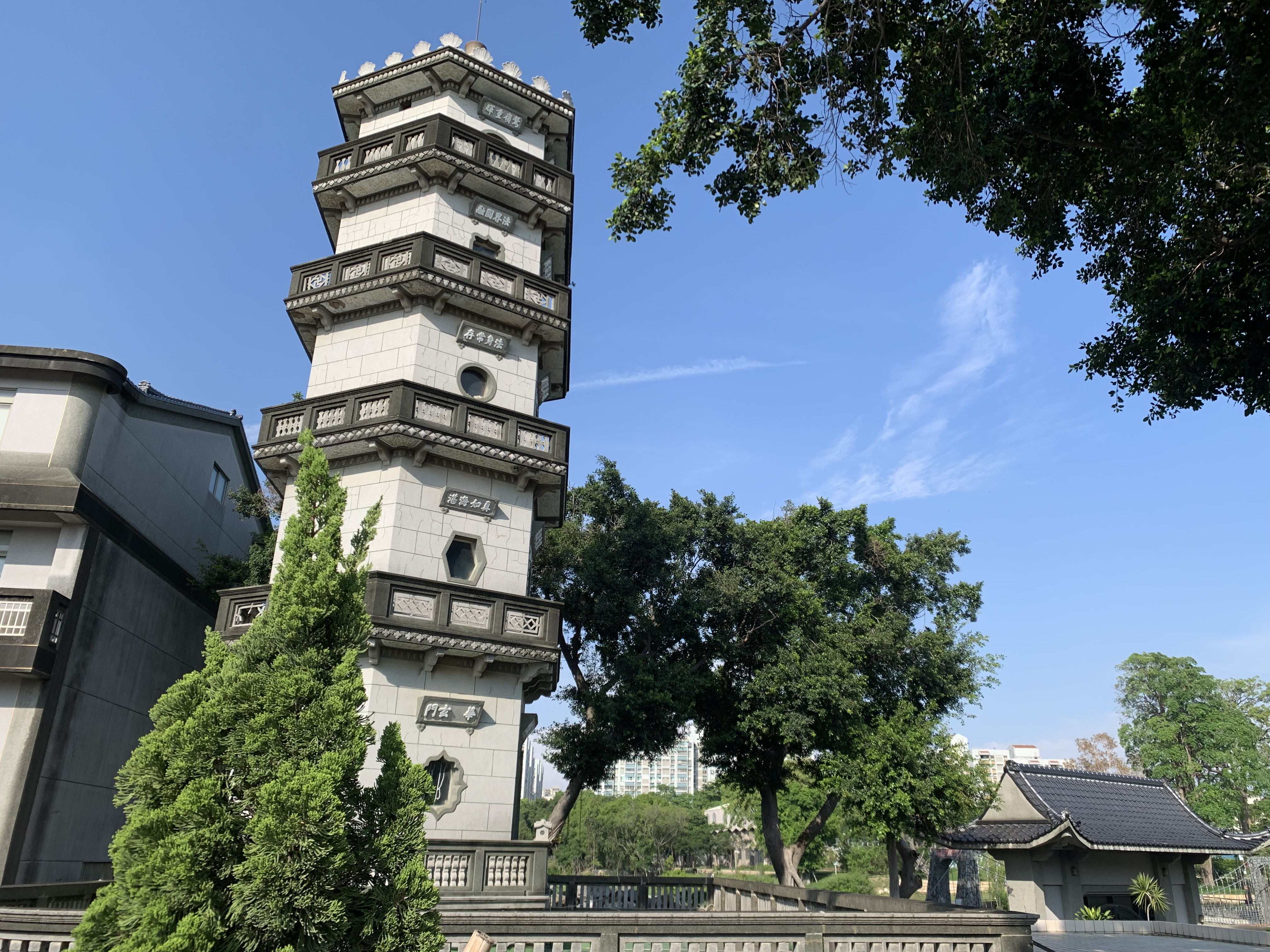
竹溪寺之蓮池寶塔

該寺創建之後，曾數次整修，其中在臺灣日治時期的1927年該寺曾改建成中西合璧式的建築，後來到了二次大戰後的1973年改建為今貌，經過十年後才完工。2011年，在寺內發現已廢寺的日治時代真言宗台南高野寺的石碑。
廟中的「了然世界」匾，懸於主祀三寶佛的正殿之上。匾額板面由四塊橫板拼接而成，無邊框。長192.5公分，寬65公分，後3公分。由右自左刻「了然世界」四字。據拼接方式，屬典型清代匾額作法。2009年2月5日依南市文資第09818543330號，被臺南市政府指定為文化資產「一般古物」類。:123-137
在2017年8月7日，竹溪寺再度發起重建，

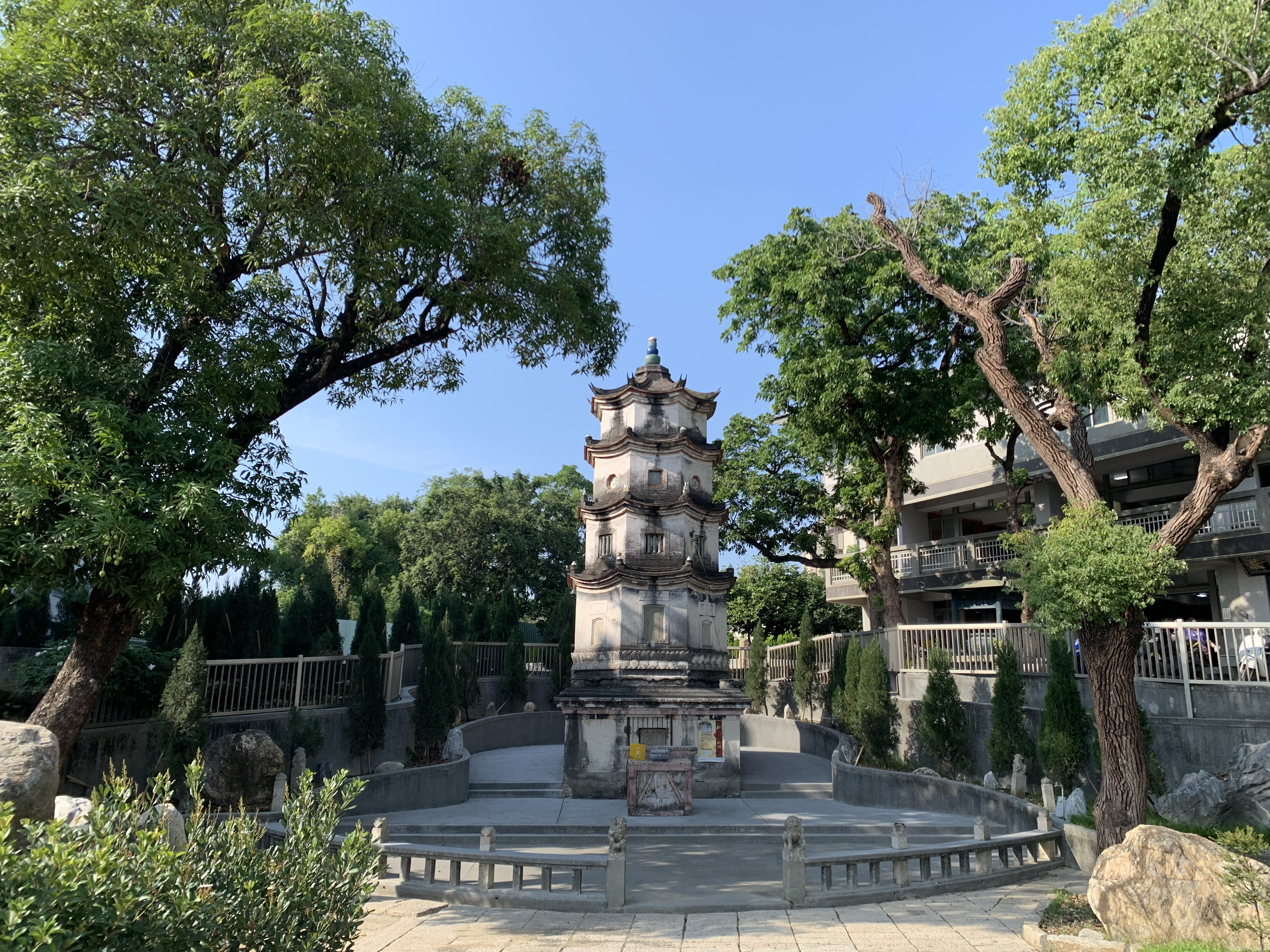
蓮花寶塔是台灣最古老的寺院佛塔

而寺內重要的文化資產舊山門、寶塔、古匾等則會繼續保留。2024年11月10日重建落成。
清代已有六和僧伽駐寺弘法，日治時代捷圓和尚傳承台南開元寺法脈衍字，為台南開元寺清源傳芳和尚的徒孫，玄精法通和尚的法徒，開始六和僧伽歷代輩出，1948年捷圓和尚圓寂，法徒眼淨和尚接任住持，身兼北港朝天宮，台南開元寺，楠梓慈雲寺，1971年眼淨和尚圓寂。其後面住持順序為然妙，正定，常定，聰妙，資定擔任竹溪寺住持，其中然妙和尚俗名郭錦南高雄梓官人，為眼淨和尚的法徒身任台南市佛教會理事長及北港朝天宮住持之職。

## 建築特色

### 戰後改建的竹溪寺
1974年竹溪寺因寺殿「歲時浸久、棟宇朽壞」，因此全面重建、擴建。除了保留第三代竹溪寺保留清代台式佛寺舊山門、寶塔等史跡古物外，整體改為中國宮殿式建築，奠定現今大寺刹之基礎。從牌樓式山門依序為，前庭、三川門、拜殿、主殿與後殿，兩側則為鐘鼓樓與禪房，並奉有巨型白象、紅獅、哼哈二將之佛尊像。

### 當代竹溪寺
2005年，竹溪寺開始展開第四代重建計劃，並委由傅朝卿等建築師協助規劃設計。現代寺院風格保留數座紀念歷代重修之古物與老樹外，重建大殿、天王殿等，並新闢竹溪會館、文物館、新山門等設施。